# Фроде Кіппе
Фроде Кіппе (норв. Frode Kippe, нар. 17 січня 1978, Осло, Норвегія) — колишній норвезький футболіст, що грав на позиції центрального захисника. Відомий своїми виступами за клуб «Ліллестрем» та національну збірну Норвегії.

## Клубна кар'єра
Фроде Кіппе починав грати у футбол на аматорському рівні. У віці 19 - ти років він підписав професійний контракт з столичним клубом «Ліллестрем». Вже в кінці сезону 1998 року Кіппе запросив до свого складу англійський «Ліверпуль» і норвежець став другим трансфером Жерара Ульє на посаді головного тренера англійців. Та на «Енфілді» Кіппе відзначився тільки двома виходами на заміну у матчах Кубка Ліги. Після чого два сезони провів в оренді у клубі «Сток Сіті».
Так і не зумівши пробитися до основи «Ліверпуля», у 2002 році Кіппе повернувся до Норвегії, до «Ліллестрема», де згодом став капітаном команди. У «Ліллестремі» Кіппе провів 17 років, за цей вигравши два Кубки Норвегії. При чому у фіналі 2017 року проти «Сарпсборг 08» Кіппе відзначився забитими голами як у ворота суперника, так і у свої ворота. У жовтні 2019 року Кіппе анонсував, що закінчує ігрову кар'єру по завершенні сезону. Але за рік Фроде повернувся і провів у команді ще три матчі.

## Збірна
З 2003 року Фроде Кіппе провів вісім матчів у складі національної збірної Норвегії.

## Досягнення
Ліллестрем
 Переможець Кубка Норвегії (2): 2007, 2017
Індивідуальні
- Кращий захисник сезону : 2007